# Auerbacher Marmor

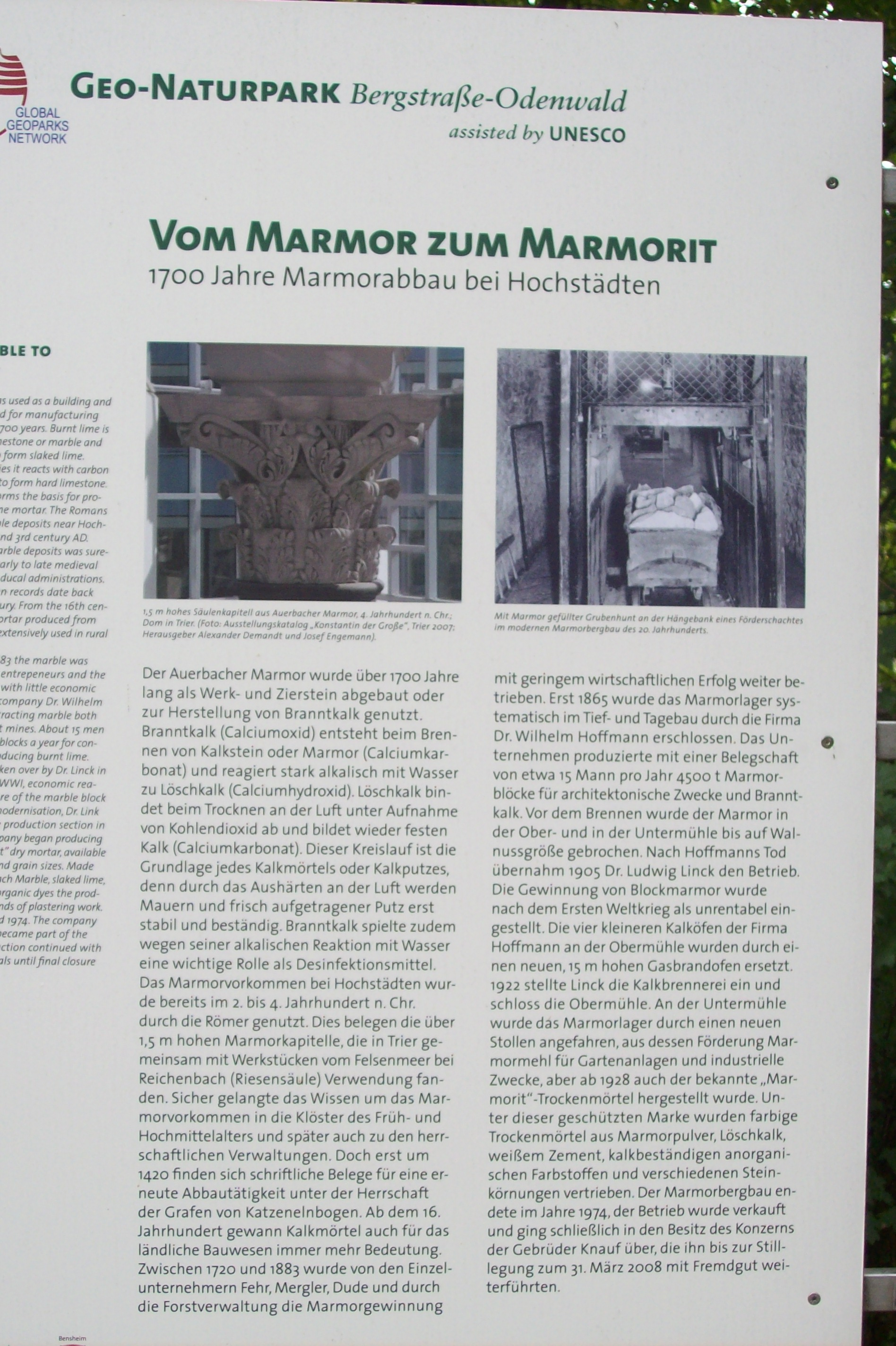
Hinweistafel auf den Auerbacher Marmor

Der Auerbacher Marmor, ein metamorphes Gestein, kommt in einem etwa zwei Kilometer langen Streifen im Odenwald, südlich von Hochstädten, bei Auerbach vor. Auerbach ist seit 1939 ein Stadtteil von Bensheim. Dieses Gestein ist bauhistorisch bedeutsam, weil es sich um eines der wenigen Marmorvorkommen in Deutschland handelt, die als Werkstein eine Rolle spielten. Dieser Marmor wurde bereits, so wird angenommen, in der Römerzeit abgebaut; seit 1975 befindet sich dieses Vorkommen allerdings nicht mehr im Abbau. Auerbacher Marmor entstand vermutlich im Devon und wurde im Karbon kontaktmetamorph verändert.

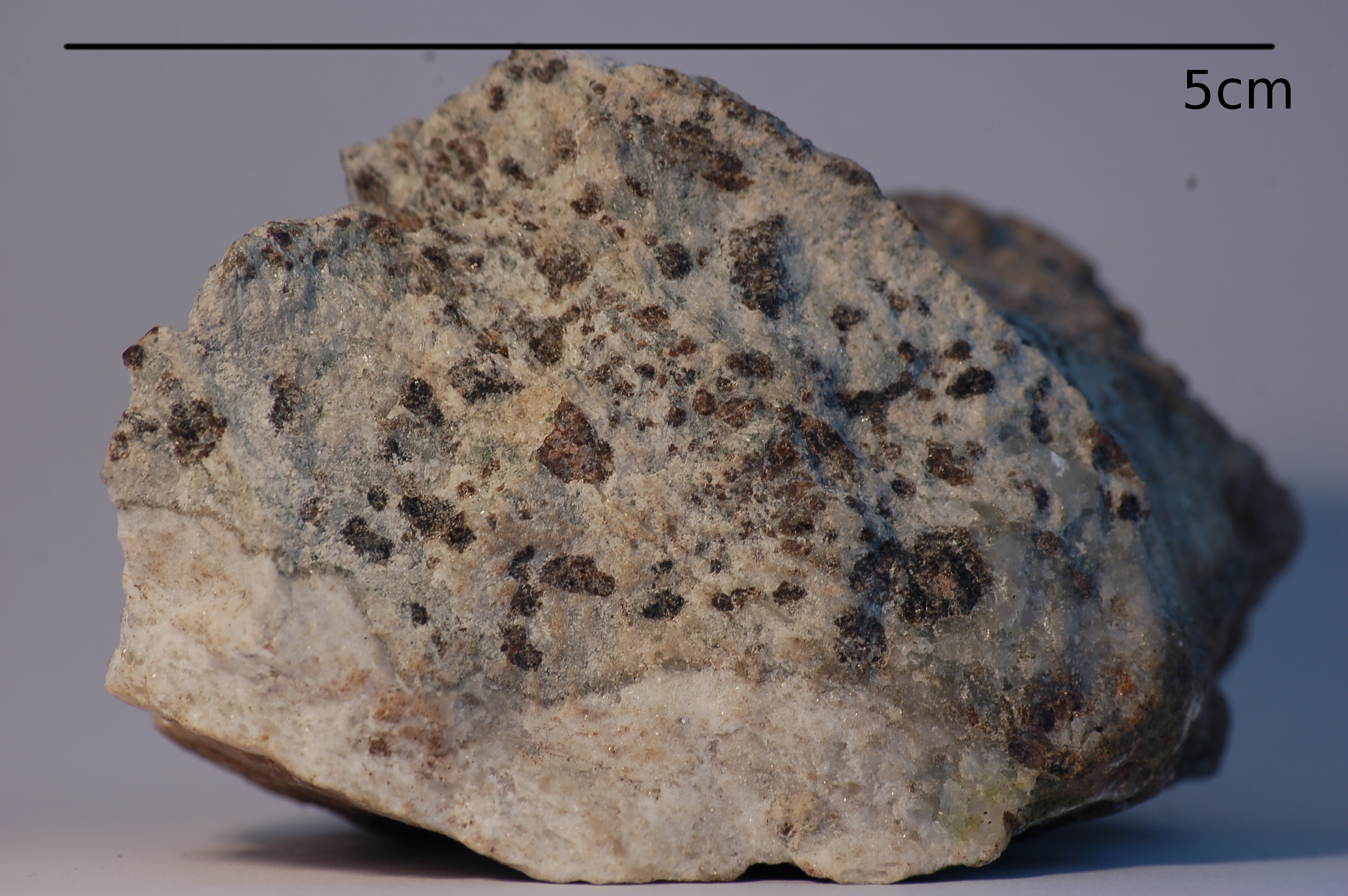
Grau: Mergel + Granat; weiß: Marmor

## Gesteinsbeschreibung und Mineralbestand
Der Auerbacher Marmor ist hellgrau bis weiß, teilweise leicht gelblich, kleinkörnig und durch dunkelgraue Schlieren gezeichnet. Die leicht gelblichen Partien entstanden durch Einlagerungen von Pyrit. Er ähnelt in seinem Aussehen den weißen und feinkörnigeren Typen von Carrara-Marmor mit Schlieren und dem Naxos-Marmor, der allerdings grobkörniger ist.
Die Bestandteile dieses Marmors sind: 98 Prozent Calcit, 1 Prozent Quarz und 1 Prozent opake Minerale. In den dunkelgrauen Schlieren sind bis zu maximal 15 Prozent Quarz eingelagert.

## Vorkommen
Der Auerbacher Marmor kommt in einem etwa zwei Kilometer langen Streifen vor. Das Gesteinsvorkommen ist stark zerklüftet. Die zerklüfteten Schichten sind mit Calcit wieder verfüllt. Das Vorkommen erreicht eine maximale Breite von 40 bis 45 m und teilweise ist die Bank lediglich 2 m mächtig. In das Marmorgestein sind partiell Linsen anderer metamorpher Gesteine eingelagert. In dieses Marmorvorkommen wurden bis zu einer Tiefe von 140 m sieben Stollen gegraben. Auerbacher Marmor wurde in der Vergangenheit sowohl über Tage als auch unter Tage bis 1975 gewonnen.
Darüber hinaus wurde in der Vergangenheit auch an anderen Stellen im Odenwald Marmor gewonnen, am Kirchberg bei Bensheim, bei Bierbach und Höllerbach.

## Verwendung
Das Marmor-Gestein aus dem Odenwald wurde bereits in der Römerzeit verwendet, belegt durch einen Grabmalfund in einer römischen Bildhauerwerkstatt in Mainz und bearbeitete Steine aus dem Trierer Dom. Bei Auerbach soll 1570 bereits ein Kalkofen zur Herstellung von Baukalken bestanden haben. Auerbacher Marmor wurde in dem im Jahre 1865 gegründeten Auerbacher Marmorwerk verarbeitet. Ab etwa 1900 wurde Auerbacher Marmor nicht mehr als Werkstein abgebaut, sondern als Branntkalk und zur Verwendung als Edelputz. Seit 1928 wurde Marmorit, ein farbiger Trockenmörtel, aus diesem Marmor hergestellt und seit 1934 mineralischer Edelputz. Während des Zweiten Weltkriegs wurde vom August 1944 bis zum März 1945 in den Stollen ein Außenlager des KZ Natzweiler-Struthof im Elsass zur Rüstungsproduktion betrieben. Im Jahre 1975 wurde der Abbau des Auerbacher Marmors eingestellt.
Auerbacher Marmor ist verwitterungsbeständig, die Politur lässt unter den heutigen Umweltbedingungen wie bei allen Marmoren nach, die im Außenbereich verbaut werden. Er wurde als Werkstein für Bodenplatten, Treppen, Fensterbänke, Wandplatten, Grabmale, Bausteine und in der Bildhauerei verwendet.
Aus Auerbacher Marmor ist ein Epitaph des Pfarrers Schott in der Auerbacher Bergkirche und es sind zahlreiche Grabsteine auf dem Kirchhof und den Friedhöfen der umliegenden Orte von Auerbach bekannt. Am Brunnen des Heidelberger Schlosses bestehen fünf Säulen und im Mainzer Dom weitere Bauzier aus diesem seltenen Marmor Deutschlands.